# Pic Fletcher
Le pic Fletcher (en anglais : Fletcher Peak) est un sommet de la Sierra Nevada, aux États-Unis. Il culmine à 3 478 mètres d'altitude dans le comté de Mariposa, en Californie. Il est protégé par la Yosemite Wilderness, au sein du parc national de Yosemite.